# Mortal Kombat: Armageddon
Mortal Kombat: Armageddon ist ein Kampfspiel aus der Mortal-Kombat-Reihe. Anders als die beiden Vorgänger erhielt das Spiel keine USK-Freigabe, was letztlich zur Indizierung des Spiels führte.

## Handlung
Bei diesem Teil, der im Konquest-Modus ähnlich gespielt wird wie ein Rollenspiel, geht es um einen Krieger namens Taven, der aus dem Goldenen-Drachen-Clan stammt. Es geht dabei um eine Art Spiel, geschaffen von Tavens und Daegons Eltern, in dem es um die Nachfolge ihres Vaters als Gott von Edenia geht. Es gilt zu verhindern, dass die Kräfte des Lichts und der Dunkelheit die Reiche unbeabsichtigt zerstören, indem sie die Kräfte der Reiche als Waffe missbrauchen. Taven will sich ebenfalls dafür rächen, dass Daegon vor langer Zeit seine Familie getötet hat. Auf seinem Weg muss er viele Kämpfe gegen mächtige Gegner bestreiten, wie beispielsweise gegen Raiden oder Sub-Zero. Rätsel sowie Kämpfe gegen weniger bedeutsame Kämpfer füllen das Spielgeschehen.
Am Ende tötet Taven Daegon und Blaze, jedoch scheitert seine Mission, das Armageddon zu verhindern, und sucht nach einer anderen Möglichkeit es doch noch zu stoppen.

## Besonderheiten
In Mortal Kombat: Armageddon sind insgesamt über 60 neue und bekannte Charaktere vorhanden und somit sind alle bisher bekannten Figuren enthalten. Kein Charakter hat hier feste Fatalities, sondern man kann am Ende eines Kampfes aus verschiedenen Aktionen (Schläge, Körperteile ausreißen usw.) einen eigenen erstellen („Kreate a Fatality“). Je nach Fähigkeit des Spielers werden diese verschieden bewertet (von einem normalen bis „Ultimate Fatality“). Mit „Kreate a Fighter“ können eigene Spielfiguren entwickelt werden, wobei die einzelnen Moves aus den anderen Moves beliebiger Kämpfer ausgewählt und zugewiesen werden können.
Des Weiteren verfügt das Spiel über ein eingebautes Arcade-Rennspiel mit Mortal-Kombat-Charakteren namens „Motor Kombat“.